# 鶴田祐也
鶴田 祐也（つるた ゆうや、1981年4月27日 - ）は、日本の俳優・モデル。大阪府出身。身長181cm。アクターズクリニック大阪校出身。DOMO所属。

## 出演

### 映画
- パッチギ!（2005年1月22日、シネカノン） - 朝鮮高校生徒 役
- ビートキッズ（2005年6月4日、松竹） - 武司 役
- Presents〜うに煎餅〜（2007年3月10日、アットムービー）
- Happyダーツ（2008年11月8日、クロックワークス） - 佐々木 役

### テレビドラマ
- TAXMEN 第6話（TOKYO MX/tvk　2010年）
- ザ・ミュージックショウ（日本テレビ　2011年） - 学生 役
- 警視庁捜査一課9係（2017年） ‐ 大西誠司

### 舞台
- 佐々木博康＆BUSHIDO 『夢 part III』（2006年、江戸東京博物館ホール）
- 東京マハロ『あれば遺言なければ無言』（2006年、大塚萬スタジオ）
- ひょっとこ乱舞『旅がはてしない　サナギ版』（2009年、アサヒアートスクエア）
- ひょっとこ乱舞『旅がはてしない』（2009年、東京芸術劇場小ホール 1）
- クロムモリブデン『不躾な Q 友』（2010年、赤坂 RED/THEATER）
- オフィスコットーネプロデュース『生憎 それはただひとつの合図』（2013年、笹塚ファクトリー）

### CM
- 大手前大学 （2003年）
- デニーズ「夏のハンバーグフェア」（2011年）
- ZOZOTOWN （2011年）
- サントリー「ジョッキ生」（2011年）
- 花王「クリアクリーンEX」（2012年）
- ゼンショー「すき家」（2012年）
- ABCマート「サンダルコレクション」（2012年）
- KIRIN「キリンフリー」（2012年）
- Panasonic「ELUGA X」（2013年）
- リクルート「赤すぐnet」（2013年）
- 野村證券「明日への投資（NISA篇）」（2013年）
- タケダ「ニコレット（禁煙はマラソン篇）」（2013年）
- Volkswagen Japan「The Beetle」（2014年）
- ENEOS サービスステーション「ENEOSの魔法使い篇」（2014年）
- コカコーラ「Toreta!/どこでとれたの唄篇」(2015年)
- 全労済「全労済のお店（こくみん+住まいる）篇」(2015年)
- 花王「ウルトラアタックNeo / 未体験の白さ誕生篇」(2015年)
- スカパー！スカパー！オンデマンド「全力でお願いしてみた篇」(2015年)
- 新日本建設「エクセレントシティ篇」「企業篇」（2016年）
- サントリー「-196℃ 極キレ / 後味篇」（2016年）
- ベルジャポン「ベルキューブ/おもてなし男子のユーウツ篇」（2016年）
- SUZUKI「アルト・ラパン / A DAY OF ALTO篇」（2016年）
- 大阪ガス「住ミカタ・サービス / 概略篇」（2016年）
- スーツのはるやま「アイシャツ / プロダクトヒーロー篇」（2016年）
- 花王サクセス 育毛トニック「栄養を届ける篇」（2016年）
- 富士フイルム「超音波検査モバイル技術篇」（2016年）
- 関東ホンダカーズ「ウォーキング篇」（2017年）

### Music Video
- 空団地「僕たちの」主演（2014年）
- THE BAWDIES「SUNSHINE」太陽役（2015年）

### スチール
- UR都市機構（2011年）
- Panasonic「エコナビ」（2012年）
- HONDA「NC700X」（2012年）
- Canon「EOS M」（2012年）
- asics walking（2015年）
- REGAL
- Gabaマンツーマン英会話（2016年）
- MIZUNO SWIM（2016年）

## 雑誌
- BICYCLE STYLE MAGAZINE Vol.2 (笠倉出版社)
- 2nd (えい出版社)
- mono マガジン (ワールドフォトプレス社)
- Fielder (笠倉出版社)
- BestGear (徳間書店）
- キモノスタイル(グラフィス)
- モードオプティークvol.39（ワールドフォトプレス）
- デジモノステーション（エムオン・エンタテインメント）
- GetNavi(学研マーケティング）
- 週刊ジョージア特別号（KADOKAWA）
- Lightning（えい出版社）
- ENGINE (新潮社)
- 「ニューカルマ」（集英社）
- GoodsPress（徳間書店）
- 東京カレンダー（東京カレンダー株式会社）